# Fanum

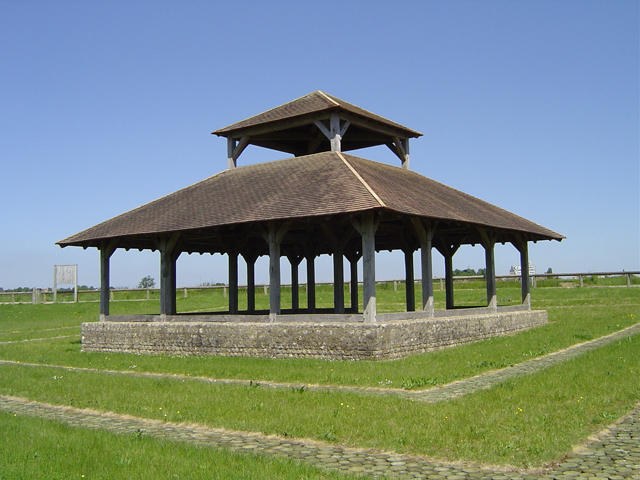
Restitution du fanum d'Oisseau-le-Petit.

Un fanum (pluriel fanums) est un petit temple gallo-romain ou britto-romain de tradition indigène. Il présente un plan concentrique, le plus souvent carré ou circulaire, constitué d'une cella centrale fermée, entourée ou non d'une galerie. Il s'observe surtout dans les provinces nord-ouest de l'Empire romain.

## Étymologie
Le terme a été emprunté par les archéologues modernes au latin fanum, vocable désignant précisément le lieu consacré par la formule solennelle des augures (effatum) à quelque divinité. Comme un édifice sacré était généralement élevé sur ces lieux, le même terme désignait aussi l'édifice ou temple avec le territoire consacré qui l'entourait.

## Origine probable

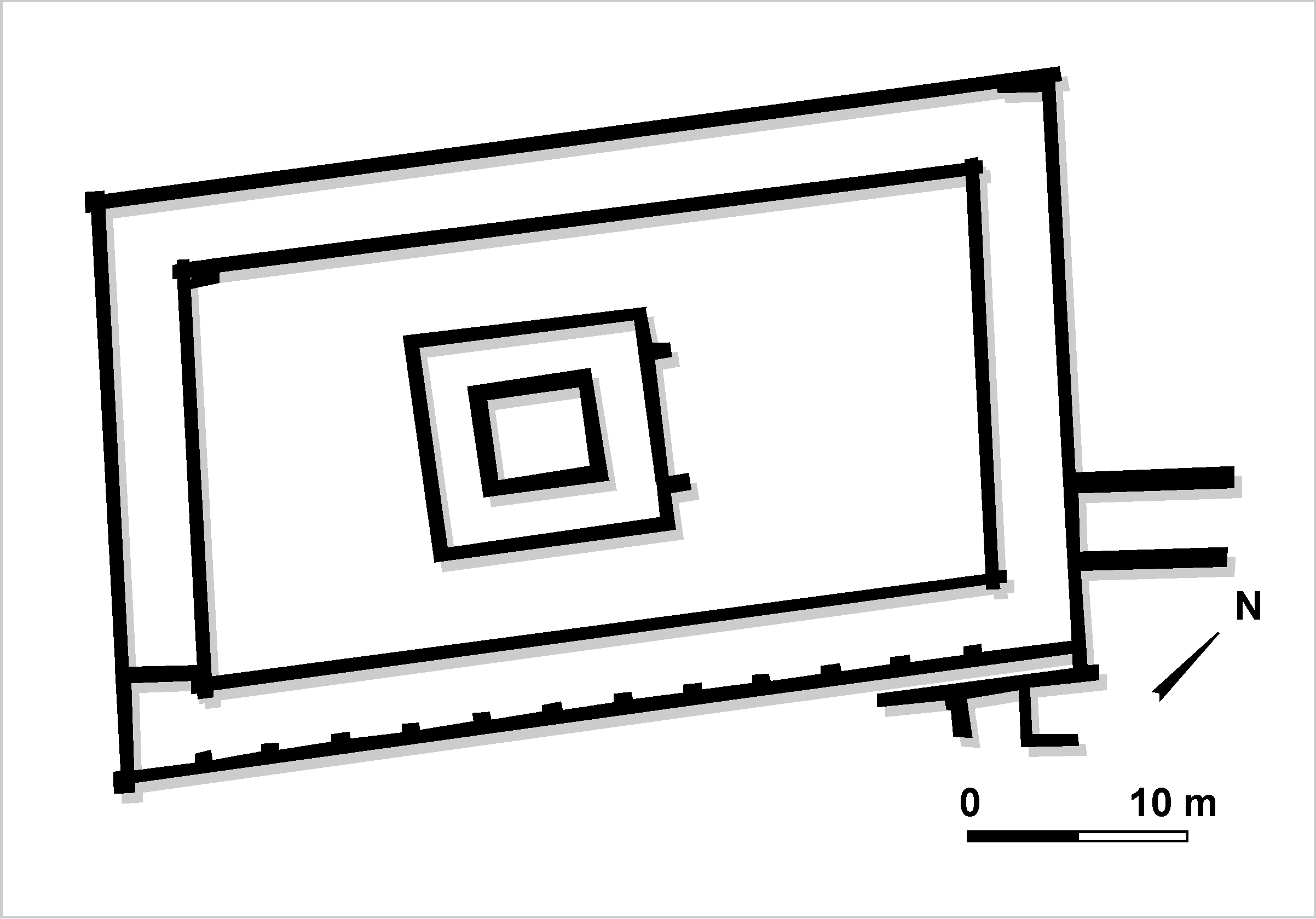
Plan d'un fanum avec son enclos sacré dans la Colonia Ulpia Traiana

Ce type de temple est une évolution des temples celtiques, qui en bois au départ, se sont peu à peu monumentalisés. Les sanctuaires de Ribemont-sur-Ancre, de Corent et de l'abbaye Saint-Georges-de-Boscherville constituent de bons exemples, puisque, sous les monuments religieux d'époque romaine, ont été retrouvés leurs équivalents en bois datés, pour les deux premiers, de l'époque gauloise. Ainsi les fouilles de Jacques Le Maho sur le site de l'abbaye de Boscherville ont révélé l'existence de sanctuaires successifs, dont en premier lieu, un temple en bois (sans galerie de circulation), suivi en second lieu, d'un autre temple en bois (avec galerie de circulation), en troisième lieu, d'un temple en bois reposant sur un soubassement de pierre, et pour finir, un fanum en pierre (avec galerie de circulation).

## Définition et localisation
Pour les archéologues français et francophones, le terme de fanum s'applique spécialement aux temples gallo-romains mis au jour dans l'Ouest de l'Europe, dans les anciennes provinces romaines de Gaule, de Germanie et de Bretagne. Il s'agit de régions habitées par les Celtes (Gaulois, Belges et Brittons). On retrouve donc des fanums dans la majeure partie de la France, la Belgique, le Luxembourg, la Suisse (une vingtaine de sanctuaires comportant des temples de ce type, par exemple ceux de Vidy, Avenches, Allmendingen-bei-Thun, Augst), une partie de l'Allemagne, ainsi qu'en Grande-Bretagne, aussi bien dans les villes que dans les campagnes. En revanche, le nom du sanctuaire préromain est nemeton en langue celtique, de nemeto- qui signifie originellement « bois, enclos sacré ». L'utilisation de ce terme dans les langues locales se prolongera vraisemblablement pour désigner les fanums gallo-romains jusqu'à la christianisation.
Ces temples auraient dû être fermés à la fin du IVe siècle sous le coup des lois impériales anti-païennes mais en réalité beaucoup sont progressivement abandonnés au cours de cette période, leur culte tombant en désuétude ou les personnes vivant autour de ces temples ayant migré.
L’étymologie du mot profane « qui n'est pas consacré, qui n'est pas initié, ignorant » est un emprunt direct au latin classique profanum (de pro « devant » et fanum « lieu consacré »).

## Description

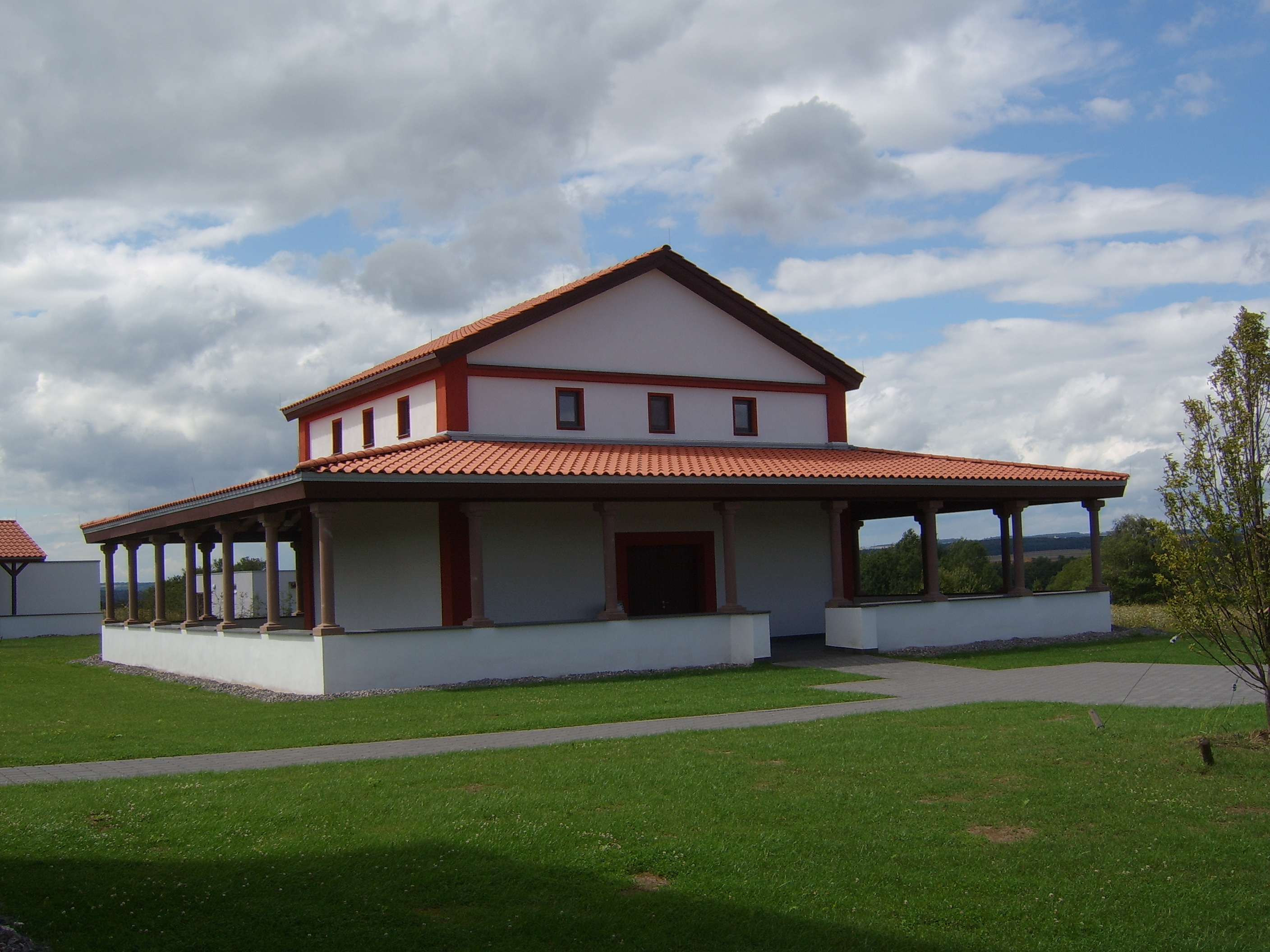
Restitution d'un fanum sur le Martberg dans l'Eifel, Allemagne.

Le fanum, de construction généralement simple, possède une cella « pièce où le dieu réside », le plus souvent carrée, mais qui peut être ronde ou rectangulaire, entourée d'une galerie, couverte ou non. On ignore l'utilité de cette galerie : elle pouvait servir à une déambulation des fidèles autour de la cella, qui pouvaient ainsi se rapprocher de la divinité. Cette disposition expliquerait la phrase de Strabon : 

« Les Gaulois vénèrent leurs dieux en tournant autour. »

 De plus, dans les religions antiques, le temple est la demeure sacrée du dieu et seuls les prêtres y pénètrent, les rites cultuels ayant lieu à l'extérieur du temple.
Cet édifice central est en principe toujours situé à l'intérieur d'un péribole qui délimite l'espace sacré. Cette limite est matérialisée par un fossé ou un mur. On appelle téménos en grec (templum ou area sacra en latin), l'espace sacré, tandis qu'on nomme péribole, la limite (mur ou fossé). L'espace sacré, ainsi délimité, est placé sous la protection de la divinité, contrairement à l'espace profane. Cette séparation sacré/profane n'est pas exclusive à la religion gallo-romaine, mais bien une caractéristique universelle du rituel religieux. De même, à l'époque gauloise, les fossés eux-mêmes entourant les sanctuaires sont considérés comme périboles délimitant des téménos.
Le plan particulier des fanums est éloigné des modèles méditerranéens (le temple romain), il devait ainsi répondre aux besoins spécifiques de rituels résultant de la rencontre entre religions celtique et romaine. Sa forme est variable : circulaire à la tour de Vésone, carrée à Autun, avec une cella octogonale à Sanxay ou associant un cella circulaire à une galerie octogonale à Aulnay.

## Toponymie

### Villes dont le nom est issu du termefanum
- Feneu : commune de 2 000 hab. en Maine-et-Loire. Aucun vestige de fanum n'a cependant été découvert.
- Fains : commune de l'Eure[7].
- Fains-les-Sources : commune de Meuse (regroupement en 1973 des communes de Véel et de Fains-les-Sources qui donne actuellement Fains-Véel).
- Famars : commune du Nord, de Fanum Martis, temple de Mars[8].
- Fa : village de la haute-vallée de l'Aude, possède un oppidum[9].
- Fanjeaux : commune de l'Aude, de Fanum Jovis, temple de Jupiter.
- Fa (Charente-Maritime) : site archéologique du Moulin du Fa à Barzan.
- Plusieurs villages portent le nom de Montfa : Montfa (Tarn), Montfa (Ariège).
- Laroque-de-Fa, commune de l'Aude.

### Villes ayant porté le termefanumdans leur nom
- Corseul (Côtes-d'Armor) : Fanum Martis sur la Table de Peutinger.